# مارسی (مجموعه تلویزیونی)
مارسِی (فرانسوی: Marseille‎)
یک مجموعه تلویزیونی فرانسوی در ژانر درام سیاسی به کارگردانی دن فرانک و با بازی ژرار دوپاردیو است. این سریال اولین سریال فرانسوی تولید شده برای نتفلیکس است.